# リリー・ジェームズ
リリー・ジェームズ（Lily James, 1989年4月5日 - ）は、イギリスの女優。身長170cm。

## 人物・略歴
イングランド・サリー州で生まれる。祖母は『エイリアン』のマザー役（声）などで知られるアメリカ出身の女優ヘレン・ホートン。2008年に癌で他界した父も短い期間、俳優をやっていた。姓の「ジェームズ」は父のファーストネームから付けた。
ギルドホール音楽演劇学校を2010年に卒業し、同年にテレビシリーズの『Just William』で女優デビューする。
2012年には『タイタンの逆襲』で長編映画に初出演したほか、イギリスのテレビドラマシリーズ『ダウントン・アビー』第3シリーズでレディー・ローズ・マクレア役を演じたことで広く知られるようになる。
2013年、往年の名作であるディズニー映画『シンデレラ』の実写リメイク版映画のオーディションでヒロインのエラ/シンデレラ役に大抜擢される。同作のプロモーションでは、リリーにとって26歳の誕生日の翌日であった2015年4月6日に、4月8日に東京六本木で開催されるジャパン・プレミアに出席するためにケネス・ブラナー監督とともに来日し、日本語吹き替え版でシンデレラ役の声優を務める高畑充希と対面を果たした。
2016年に舞台『ロミオとジュリエット』でジュリエット役となり、『シンデレラ』で共演したリチャード・マッデンと再共演するとともに、ケネス・ブラナー監督と再びタッグを組むこととなる。『偽りの忠誠 ナチスが愛した女』では初めてヌードシーンに挑戦した。また、イギリスのファッションブランドであるバーバリーの新商品のキャンペーンガールに選ばれ、同年のクリスマスキャンペーンのために制作された創業者トーマス・バーバリーに焦点を当てたショート・ムービー「トーマス・バーバリーの物語」にも出演した。
2022年にパメラ・アンダーソン役で主演を務めたHuluのオリジナルドラマシリーズ「パム&トミー」での演技は高く評価され、サテライト賞のミニシリーズ・テレビ映画部門において主演女優賞を獲得したほか、5つの賞の主演女優賞にノミネートされた。同年9月、ダイヤモンド業界の代表的な業界団体であるナチュラル・ダイヤモンド・カウンシル（NDC）のグローバル・アンバサダーに就任したほか、コスメブランドであるシャーロット・ティルブリー（Charlotte Tilbury）のキャンペーンガールにもなった。同年11月には、DJ Yodaとタッグを組み、映画のサウンドトラック以外では初の楽曲となる「Breathe」「Airplane Mode」の2曲をリリースした。
2026年公開予定の『クリフハンガー』（1993年の映画のリメイク作品）に出演している。監督交代やシルヴェスター・スタローンの降板、脚本のリライトなどトラブルに見舞われたものの、2025年6月段階でポストブロダクションに入っている。ジェームズはピアース・ブロスナン演じる山岳ガイドの娘という役どころで、自らロッククライミングを行う場面カットが公表されている。
筋萎縮性側索硬化症（ALS）などの運動ニューロン病（MND）の患者やその家族・介護者への支援や、治療の研究に対する資金提供などを行うイギリスのボランティア団体・慈善団体である運動ニューロン病協会（MND協会）のパトロンでもあり、運動ニューロン病に関する意識啓発やMND協会への寄付を募る活動などを行っている。

## 私生活
2014年、映画『高慢と偏見とゾンビ』で共演したのをきっかけにイギリス人俳優のマット・スミスと交際していたが、2019年に破局した。
翌年の2020年にはアメリカ人俳優クリス・エヴァンスとの交際を噂されるも進展はなかった。また、同年10月に英紙デイリー・メールの報道により『パースートオブラブ 愛に焦がれて』との共演者であり、既婚者であるイギリス人俳優ドミニク・ウェストとの不倫疑惑が浮上する。報道翌日にドミニク・ウェストは「夫婦関係は良好だ」との声明を出すが、リリーは沈黙を貫き、2021年5月にインタビューを受けた際も多くは語らなかった。
2021年にはミュージシャンのマイケル・シューマンとの交際をスタートしたが、2023年に破局していたことが明らかになった。

## フィルモグラフィー

### 映画
| 年   | 邦題/原題                                                                    | 役名                       | 備考                     | 吹き替え           |
| ---- | ---------------------------------------------------------------------------- | -------------------------- | ------------------------ | ------------------ |
| 2012 | Chemistry                                                                    | イネス                     | 短編映画                 | N/A                |
| 2012 | タイタンの逆襲 Wrath of the Titans                                           | コリーナ                   |                          | 中嶋ヒロ           |
| 2012 | ブロークン Broken                                                            | スカンク                   |                          | （吹き替え版なし） |
| 2012 | Fast Girls                                                                   | リサ・テンプル             |                          | N/A                |
| 2013 | Silent Treatment                                                             | 少女                       | 短編映画・サイレント映画 | N/A                |
| 2015 | シンデレラ Cinderella                                                        | エラ / シンデレラ          |                          | 高畑充希           |
| 2015 | 二ツ星の料理人 Burnt                                                         | サラ                       |                          | 櫻庭有紗           |
| 2016 | 高慢と偏見とゾンビ Pride and Prejudice and Zombies                           | エリザベス・ベネット       |                          | 下山田綾華         |
| 2016 | 偽りの忠誠 ナチスが愛した女 The Exception                                    | ミーケ                     |                          | （吹き替え版なし） |
| 2016 | トーマス・バーバリーの物語 The Tale of Thomas Burberry                       | ベティ                     | 短編映画                 | N/A                |
| 2017 | ベイビー・ドライバー Baby Driver                                             | デボラ                     |                          | 竹内恵美子         |
| 2017 | ウィンストン・チャーチル/ヒトラーから世界を救った男 Darkest Hour             | エリザベス・レイトン       |                          | 森なな子           |
| 2018 | ホワイト・ボイス Sorry to Bother You                                         | デトロイトの白人風の声     | 声の出演                 | N/A                |
| 2018 | ガーンジー島の読書会の秘密 The Guernsey Literary and Potato Peel Pie Society | ジュリエット・アシュトン   |                          | （吹き替え版なし） |
| 2018 | ヘヴィ・ドライヴ Little Woods                                                | デブ                       |                          | （吹き替え版なし） |
| 2018 | マンマ・ミーア! ヒア・ウィー・ゴー Mamma Mia: Here We Go Again!              | 若いドナ                   |                          | 池田朋子           |
| 2019 | One Red Nose Day and a Wedding                                               | ミランダ                   | 短編映画                 | N/A                |
| 2019 | イエスタデイ Yesterday                                                       | エリー・アップルトン       |                          | 園崎未恵           |
| 2019 | レア・ビースツ Rare Beasts                                                   | クレシダ                   |                          | N/A                |
| 2020 | レベッカ Rebecca                                                             | ド・ウィンター夫人         |                          | 高橋理恵子         |
| 2021 | 時の面影 The Dig                                                             | ペギー・ピゴット           |                          | 下山田綾華         |
| 2022 | きっと、それは愛じゃない What's Love Got to Do With It?                      | ゾーイ                     |                          | （吹き替え版なし） |
| 2023 | Finalmente l'alba                                                            | ジョゼフィン・エスペラント | 日本劇場未公開           | N/A                |
| 2023 | アイアンクロー The Iron Claw                                                 | パム・アドキッソン         |                          | 松嶌杏実           |
| 2024 | Greedy People                                                                | ペイジ                     | 日本劇場未公開           | N/A                |
| 2024 | Relay                                                                        | サラ                       | 日本劇場未公開           | N/A                |
| TBA  | Let the Evil Go West                                                         |                            |                          |                    |
| TBA  | Bad Lieutenant: Tokyo                                                        |                            |                          |                    |

### テレビ
| 年        | 邦題/原題                                           | 役名                         | 備考                                                       | 吹き替え           |
| --------- | --------------------------------------------------- | ---------------------------- | ---------------------------------------------------------- | ------------------ |
| 2010      | Just William                                        | エセル・ブラウン             | 計4話出演                                                  | N/A                |
| 2011      | Secret Diary of a Call Girl                         | ポピー                       | 計8話出演                                                  | N/A                |
| 2012-2015 | ダウントン・アビー Downton Abbey                    | レディー・ローズ・マククレア | シーズン3：ゲスト シーズン4 - 6：メインキャスト 計21話出演 | 下山田綾華         |
| 2016      | 戦争と平和 War & Peace                              | ナターシャ・ロストヴァ       | 計6話出演                                                  | 坂本真綾           |
| 2021      | パースートオブラブ 愛に焦がれて The Pursuit of Love | リンダ・ラドレット           | 計3話出演 兼製作総指揮                                     | （吹き替え版なし） |
| 2022      | パム&トミー Pam & Tommy                             | パメラ・アンダーソン         | ミニシリーズ                                               | （吹き替え版なし） |

### 演劇
| 年   | 邦題/原題                                    | 役名             | 備考 | 劇場                       |
| ---- | -------------------------------------------- | ---------------- | ---- | -------------------------- |
| 2011 | ヴァーノン・ゴッド・リトル Vernon God Little | テイラー         |      | ヤング・ヴィク             |
| 2011 | オセロ Othello                               | デズデモーナ     |      | クルーシブル劇場           |
| 2012 | かもめ The Seagull                           | ニーナ           |      | サザーク・プレイハウス     |
| 2016 | ロミオとジュリエット Romeo and Juliet        | ジュリエット     |      | ギャリック劇場             |
| 2019 | イヴの総て All About Eve                     | イヴ・ハリントン |      | ノエル・カワード・シアター |

## 参加楽曲

### カバー曲
2015年
- A Dream is a Wish Your Heart Makes（夢はひそかに) ： 2015年の映画「シンデレラ」の挿入歌

2018年
- When I Kissed the Teacher ： 「マンマ・ミーア! ヒア・ウィー・ゴー」の挿入歌
- I Wonder (Departure) ： 「マンマ・ミーア! ヒア・ウィー・ゴー」の挿入歌
- Waterloo（恋のウォータールー） ： 「マンマ・ミーア! ヒア・ウィー・ゴー」の挿入歌
- Why Did It Have to Be Me? ： 「マンマ・ミーア! ヒア・ウィー・ゴー」の挿入歌
- I Have A Dream（アイ・ハヴ・ア・ドリーム） ： 「マンマ・ミーア! ヒア・ウィー・ゴー」の挿入歌
- Andante, Andante ： 「マンマ・ミーア! ヒア・ウィー・ゴー」の挿入歌
- The Name of the Game（きらめきの序曲） ： 「マンマ・ミーア! ヒア・ウィー・ゴー」の挿入歌
- Knowing Me, Knowing You（ノウイング・ミー・ノウイング・ユー） ： 「マンマ・ミーア! ヒア・ウィー・ゴー」の挿入歌
- Mamma Mia ： 「マンマ・ミーア! ヒア・ウィー・ゴー」の挿入歌
- My Love, My Life ： 「マンマ・ミーア! ヒア・ウィー・ゴー」の挿入歌
- Super Trouper ： 「マンマ・ミーア! ヒア・ウィー・ゴー」の挿入歌

2019年
- I Want To Hold Your Hand（抱きしめたい） ： 2019年の映画「イエスタデイ」の挿入歌

### オリジナル曲
2019年
- The Moth ： 舞台版「イヴの総て」の挿入歌

2022年
- Breathe ： DJ Yodaのアルバム「Prom Nite」に収録
- Airplane Mode ： DJ Yodaのアルバム「Prom Nite」に収録

2023年
- Mahi Sona(AKA the Wedding Song)： 「きっとそれは愛じゃない」の挿入歌

## 受賞歴
| 年   | 賞                                             | カテゴリー                                                   | 作品        | 結果       |
| ---- | ---------------------------------------------- | ------------------------------------------------------------ | ----------- | ---------- |
| 2015 | ティーン・チョイス・アワード                   | 映画女優賞（SF/ファンタジー映画部門）                        | シンデレラ  | ノミネート |
| 2015 | キッズ・チョイス・アワード                     | お気に入りの映画女優                                         | シンデレラ  | ノミネート |
| 2022 | ドリアン・アワード                             | 最優秀テレビ俳優賞                                           | パム&トミー | ノミネート |
| 2022 | ハリウッド批評家協会（HCA）テレビ賞            | 主演女優賞（ストリーミング・アンソロジーシリーズ・映画部門） | パム&トミー | ノミネート |
| 2022 | プライムタイム・エミー賞                       | 主演女優賞（リミテッドシリーズ・テレビ映画部門）             | パム&トミー | ノミネート |
| 2022 | クリティクス・チョイス・テレビジョン・アワード | 主演女優賞（リミテッドシリーズ・テレビ映画部門）             | パム&トミー | ノミネート |
| 2022 | ゴールデングローブ賞                           | 主演女優賞（ミニシリーズ・テレビ映画部門）                   | パム&トミー | ノミネート |
| 2022 | サテライト賞                                   | 主演女優賞（ミニシリーズ・テレビ映画部門）                   | パム&トミー | 受賞       |

## 日本語吹き替え
専属（フィックス）は決まっておらず作品ごとにキャスティングが異なる。『ダウントン・アビー』以降下山田綾華が複数作品に登板している。